# Icheon Citizen FC
Der Icheon Citizen FC war ein südkoreanisches Fußballfranchise aus Icheon.

## Geschichte und Hintergrund
Der Icheon Citizen FC wurde 2009 gegründet und trat in der semiprofessionellen K3 League an. 2010 und 2011 gelang der Staffelsieg, in den Meisterschaft-Play-Offs zog die Mannschaft jedoch jeweils gegen Gyeongju Citizen FC im Halbfinale den Kürzeren. Nach weiteren Plätzen in der Spitzengruppe in den folgenden Jahren rutschte die Mannschaft später in der Tabelle ab. Im Zuge einer Strukturreform des südkoreanischen Fußballs 2020 kam das Franchise in die K4 League, nach der Spielzeit 2020 wurde es jedoch aufgrund finanzieller Probleme aufgelöst. Während ihres Bestehens nahm die Mannschaft regelmäßig am Korean FA Cup teil, bestes Ergebnis war das Erreichen des Sechzehntelfinales im Wettbewerb 2013.
Für seine Heimspiele nutzte das Franchise das Icheon-Stadion, das zeitweise auch Heimspielstätte der Frauenmannschaft Icheon Daekyo WFC war.